# Saint-Hilaire-la-Plaine
Saint-Hilaire-la-Plaine é uma comuna francesa na região administrativa da Nova Aquitânia, no departamento de Creuse. Estende-se por uma área de 11,06 km². Em 2010 a comuna tinha 216 habitantes (densidade: 19,5 hab./km²).